# Vikingligr Veldi
Vikingligr Veldi ist das Debütalbum der norwegischen Viking-Metal-Band Enslaved. Es wurde 1994 von Deathlike Silence Productions und Voices of Wonder auf CD veröffentlicht. In Polen wurde das Album 1995 von Morbid Noizz Productions auf Kassette veröffentlicht. Außerdem veröffentlichte Candlelight Records 2004 Vikingligr Veldi zusammen mit der ersten EP Hordanes Land neu gemastert als Doppel-CD.

## Entstehung
Musik und Texte entstanden im Zeitraum von 1992 bis 1993 (Heimdallr war 1992 auf dem Demo Yggdrasill veröffentlicht worden), von 1993 bis 1994 wurde das Album aufgenommen und von Pytten zusammen mit Enslaved abgemischt und produziert. Das Album wurde Euronymous, dem 1993 ermordeten Gitarristen von Mayhem, Gründer der norwegischen Szene und Inhaber von Deathlike Silence Productions, gewidmet.

## Titelliste
1. Lifandi liv undir hamri – 11:31
2. Vetrarnótt – 10:58
3. Midgards eldar – 11:16
4. Heimdallr – 06:15
5. Norvegr – 10:56

## Musikstil und Texte
Die Musik wurde als „episch“ beschrieben, alle Stücke außer Heimdallr sind länger als 10 Minuten. Das Keyboard ist ein wichtiger Teil der Musik, die dennoch rohe Black-Metal-Einflüsse aufweist. Gesangspassagen sind eher selten. Das Album endet mit dem instrumentalen Norvegr, das elektrische und akustische Instrumentation mischt.
In den Begleittexten erklärt Enslaved, dass die Liedtexte im Original auf Isländisch geschrieben wurden, mit Ausnahme des in altem Norwegisch gehaltenen vierten Stücks Heimdallr, das ursprünglich 1992 auf der Demoaufnahme Yggdrasill erschien. Die Band dankt Sigvalda Thorlakson, „der freundlicherweise sein Wissen und seine Weisheit mit uns teilte“ und die Texte für die Band übersetzte und edierte. Englische Übersetzungen der Texte sind ebenfalls enthalten. Bei Heimdallr handelt es sich um eine alte norwegische Legende. Im Begleitheft fordert die Band ihre Zuhörer dazu auf, sich ihr bei ihrem „Marsch zur ewigen Glorie“ anzuschließen, das „schwache Licht“ auszubleichen und die Flammen Midgards zu erheben.

## Rezeption
Robert Müller vom deutschen Metal Hammer bezeichnete Enslaveds „Beitrag zur gandiosen [sic!] Split-LP mit Emperor“ als „so etwas wie das heimliche Highlight: Nordische Mythengesänge über dräuendem Black Metal, vermengt mit an Pan.Thy.Monium erinnernden avantgardistischen Sprengseln“; im Vergleich dazu sei ihr Debütalbum „ein wenig enttäuschend, denn wo früher die schon immer langen Songs mit vielen interessanten Facetten aufwarten konnten, regiert jetzt doch etwas zu oft eintönige Raserei“. Milan von The Metal Observer bezeichnete Vikingligr Veldi als „großartig“, das Album sei ein „zeitloser Klassiker“ des Viking Metal und ein „Testament für diejenigen, die denken, Keyboards hätten im Black Metal nichts verloren“.